# Partizione di Jin
La partizione di Jin (分T, 三S, 家P, Sān Jiā Fēn JìnW, lett. "晉", letteralmente "partizione di Jin delle tre famiglie"), avvenuta tra il periodo delle primavere e degli autunni ed il Periodo degli Stati Combattenti, riguarda la divisione dello Stato di Jin tra le famiglie rivali nei tre stati di Han, Zhao e Wei. Questi tre stati sono spesso chiamati unitamente "Tre Jin" (Sān JìnT, 三S, 晉P).
Dal momento che il processo richiese diversi decenni, vi è un dibattito tra alcuni studiosi su quale sia l'anno della vera partizione di Jin. Le date più probabili evidenziate dagli storici sono 481, 475, 468 o 403 a.C. L'ultima data, secondo Sima Guang, è quella del conferimento del marchesato da parte di re Weilie di Zhou a Wei Si, regnante dello Stato di Wei; a Zhao Ji, regnante dello Stato di Zhao, ed a Han Qian, regnante dello Stato di Han.
Nel 376 a.C., gli Stati di Han, Wei e Zhao deposero il duca Jing di Jin e divisero il rimanente del territorio di Jin tra di loro, fatto che pose definitivamente fine allo Stato Jin.

## Antefatto
Le guerre di successione furono costanti a Jin già prima del VII secolo a.C. Ad esempio, re Xi di Zhou utilizzò il proprio potere per legittimare Wu di Quwo a ricoprire il ruolo di duca di Jin nel 678 a.C., successione che fece molto discutere.
Nel contempo in cui il duca di Jin stava acquisendo nuove terre, iniziò un processo di "subinfeudazione" o "retrovassallaggio" che caratterizzò il periodo medio e tardo del Periodo delle primavere e degli autunni, dove titolo aristocratici e territori vennero concessi ai vassalli leali a Jin piuttosto che alla famiglia reale degli Zhou. Ad ogni modo, Jin fu l'unico tra gli stati principali della Cina a godere di grande rispetto; dove altri stati spesso vennero infeudati ai rami cadetti della famiglia reale, Jin ebbe una politica di propria indipendente, retta da famiglie ministeriali che venivano infeudate. Ad esempio, la casa di Zhao discendeva da Zhao Cui, mentre la casa di Wei discendeva da Wei Chou, entrambi servitori del Duca Wen di Jin; la casa di Han a sua volta discendeva da Han Wan, servitore del duca Wu di Jin.
Col tempo, mentre altri potenti stati (come quello di Chu) centralizzavano il potere con la crescita della burocrazia, Jin continuò ad avere una struttura feudale con famiglie aristocratiche a capo di singole contee individuali. Nel corso di alcune generazioni, le principali famiglie aristocratiche ottennero sufficiente potere da poter minare addirittura l'autorità del duca regnante. Durante gran parte del VII-VI secolo a.C., Jin fu composto da una serie di città-stato semi-indipendenti in lotta le une con le altre e coi duchi Jin.

## La crescita dell'aristocrazia
La casa di Zhao (趙/赵) ottenne un posto d'onore dopo che il Duca Wen la pose in carica della gestione delle nuove terre conquistate. al punto che, nel 607 a.C., i membri di questa casata deposero un duca che aveva tentato di frenare il loro potere politico. Il clan Xian (先) venne eliminato nel 596 a.C. Il duca Li di Jin incoraggiò il clan Luan (栾) a condurre una coalizione militare per schiacciare il potere militare dell'asceso clan Xi (郤). Successivamente, nel 573 a.C., i sostenitori dei Luan fecero assassinare il duca Li e posero al suo posto un duca-fantoccio ed il clan venne eliminato nel 550 a.C., rendendo Zhi, Zhao e Han (韩) i clan più potenti dell'epoca. Poco dopo, il clan Wei (魏) crebbe anch'esso in potere.
All'alba della guerra civile, i clan dominanti erano Zhao, Wei, Han, Fan (范), Zhi (智) e Zhonghang (中行) che venivano collettivamente chiamati "Sei Servitori Titolati" (Lìu QīngT, 六S, 卿P). Queste sei famiglie aristocratiche dominarono Jin dalla fine del periodo delle primavere e degli autunni, utilizzando prevalentemente la figura del duca sino a quando Jin non venne diviso in tre stati separati.

## La guerra civil
Dopo il 546 a.C. venne raggiunto un accordo di tregua tra Jin e Chu (anch'esso piegato da difficoltà interne), ed ebbero invece inizio una serie di conflitti tra aristocratici ed il duca che sfociarono in una guerra civile (497-453 a.C.).
Al tempo del duca Ding di Jin (511-475), i clan Fan e Zhonghang vennero eliminati, lasciando solo Zhi, Zhao, Han, e Wei. Dal 450 a.C. circa, il clan Zhi fu il più dominante ed iniziò a richiedere territori agli altri.

### La battaglia di Jinyang
Il ministro Jin, Zhi Xiangzi (智|襄|子) utilizzò il palazzo del clan Zhi per indimidare le richieste dei ministri Han Kangzi (韓|康|子) del clan Han e Wei Huanzi del clan Wei. Dopo che Zhao Xiangzi (趙|襄|子) del clan Zhao ebbe rigettato le richieste di Zhi Xiangzi nel 455 a.C., Zhi Xiangzi attaccò il clan Zhao costringendo i clan Han e Wei ad inviargli delle truppe.
Zhao Xiangzi si ritirò nella città di Jinyang nel 455 a.C., ed unì le forze per porre un assedio che perdurò per due anni. Posto di fronte ad una situazione critica, Zhao Xiangzi inviò degli inviati per persuadere i clan Han e Wei a cambiare parte nello scontro. Giunsero sul posto e riuscirono a dirottare un grande rifornimento d'acqua verso il campo di Zhi Xiangzi, catturando quindi e uccidendo Zhi Xiangzi. Nel 453 a.C., i clan Zhao, Han e Wei annientarono il clan Zhi.
Con il ribilanciamento dei poteri, nessuna delle tre famiglie aristocratiche rimaste si sentì di sottomettersi alle altre e pertanto, nel 403 a.C., le terre dello Stato vennero tra loro divise nei "Tre Jin" di Wei, Han e Zhao. Tutti e tre questi stati in breve tempo svilupparono una propria forte burocrazia, che indebolì le varie famiglie aristocratiche locali e le prevenne dal riprendere il potere. In quello stesso anno, re Weilie di Zhou proclamò Jin, Wei, Han e Zhao come stati eguali tra loro, con pari dignità.

## Il restante delle terre di Jin
Il duca Ai di Jin morì nel 434 a.C. e venne succeduto dal duca You di Jin. I clan Han, Zhao e Wei divisero il restante del territorio di Jin tra di loro, lasciando solo la Contea di Jiang e la Contea di Quwo (entrambi nella moderna provincia di Shanxi) al duca You di Jin.
Dal momento che Zhao Xiangzi aveva usurpato la sua posizione di principe, Zhao Bolu (趙|伯|魯) iniziò delle agitazioni, nominano suo nipote Zhao Xianzi (趙|獻|子) suo erede apparente. Ad ogni modo, dopo la morte di Zhao Xiangzi, suo figlio Zhao Huanzi (趙|桓|子) bandì Zhao Xianzi e nominò sé stesso reggente di Jin. Zhao Huanzi morì sul finire dell'anno, quando il clan Zhao uccise tutti i suoi figli ed intronò Zhao Xianzi. Successivamente, Zhao Xianzi, figlio del marchese Lie di Zhao, succedette come reggente.
Nel 349 a.C., gli stati Han e Zhao si divisero il restante del territorio di Jin tra loro, distruggendo completamente ciò che restava dello Stato di Jin.